# Charltons Cove
Charltons Cove (do 26 marca 1976 Deacon Cove) – zatoka (cove) rzeki East River of Pictou w kanadyjskiej prowincji Nowa Szkocja, w hrabstwie Pictou; nazwa Deacon Cove urzędowo zatwierdzona 8 listopada 1948.